# Otomí
|  | Per a altres significats, vegeu «otomís». |

L'otomí és una llengua indígena de Mèxic, parlada per un grup àmpliament conegut com els otomís (Els indígenes otomís de la Vall de Mezquital també la denominen hñähñu en la seva pròpia llengua). L'otomí és una llengua mesoamericana i mostra alguns dels trets característics de l'àrea lingüística mesoamericana. Segons la Llei de Drets Lingüístics de Mèxic, l'otomí és reconegut com una llengua nacional, al costat d'altres seixanta-dos idiomes indígenes i el castellà. De dret, té la mateixa validesa teòrica al país. Pel seu nombre de parlants, l'otomí és la setena llengua indígena més parlada a Mèxic, després del nàhuatl, el yukatek, el zapoteca, el mixtec, el tzotzil i el tzeltal. No obstant això aquesta dada és solament indicativa, ja que en realitat "idioma otomí" ha de prendre's com a "família de llengües otomís", perquè n'existeixen moltes variants.

## Aspectes històrics, socials i culturals

Territoris amb indígenes otomís

### Parlants
La llengua otomí (hñahñü) és parlada per 291.722 (17.212 [5.9%] monolingües) segons el XII Cens General de Població i Habitatge de l'Institut Nacional d'Estadística, Geografia i Informàtica de Mèxic, repartides en diversos Estats: Hidalgo, Districte Federal, Veracruz, Querétaro de Arteaga, Puebla, Yucatán, Michoacán, estat de Tlaxcala, Estat de Guanajuato, San Luis Potosí, Campeche, Quintana Roo, Estat de Morelos i Estat de Mèxic.
D'acord amb la Comisión Nacional para el Desarrollo de los Pueblos Indígenas (CDI), només el 50,6% de la població otomí parla la seva llengua pròpia. L'any 1995, aquesta proporció corresponia a un total de 327.319 parlants de les llengües otomís en tota la República Mexicana. El càlcul anterior correspon a un càlcul de la CDI en el qual es pretén incloure als menors de cinc anys que parlen otomí, que en els censos de població mexicans no hi apareixen. D'acord amb l'I Compteig de Població de 1995, els parlants d'otomí majors de cinc anys sumaven 283.263 individus, la qual cosa representa una pèrdua de 22.927 parlants en comparació del Cens de Població i Habitatge de 1980, quan es van registrar 306.190 parlants de llengües otomís.
| Estat                | Nombre  | Percentatge |
| -------------------- | ------- | ----------- |
| Mèxic D.F            | 12.460  | 5,2%        |
| Querétaro de Arteaga | 18.933  | 8,0%        |
| Hidalgo              | 95,057  | 39,7%       |
| Mèxic                | 83.362  | 34,9%       |
| Jalisco              | 1.089   | 0,5%        |
| Estat de Guanajuato  | 721     | 0,32%       |
| Puebla               | 7.253   | 3,0%        |
| Michoacán            | 480     | 0,2%        |
| Nuevo León           | 1.126   | 0,5%        |
| Veracruz             | 16.822  | 7,0%        |
| Resta de Mèxic       | 2.537   | 1,20%       |
| Total:               | 239.850 | 100%        |

### Variants
L'otomí és, en realitat, un complex de llengües, el nombre de les quals varia d'acord amb les fonts consultades. D'acord amb el Ethnologue del Institut Lingüístic d'Estiu, i amb el Catàleg de llengües indígenes del Instituto Nacional de Lenguas Indígenas (INALI) de Mèxic, són nou les varietats d'otomí, però es desconeix el rigor de la metodologia seguida per concloure amb aquesta dada. David Charles Wright Carr proposa que són quatre les llengües otomís, encara que en el seu llibre, Yolanda Llastra (2001) presenta dades de moltes més variants i en realitat el tema no està resolt encara. Per a això cal un projecte dialectològic seriós per determinar quantes variants es parlen.
Les varietats més parlades són: otomí de la Serra o yühü a Hidalgo, Puebla, Veracruz, otomí de Texcatepec a Veracruz de Ignacio de la Llave, otomí de la Vall del Mezquital o hñähñu a Hidalgo, otomí de Tulancingo també a Hidalgo, otomí de l'Estat de Mèxic o ñätho a l'estat de Mèxic, i otomí de Querétaro i Guanajuatos Querétaro de Arteaga, que és molt probable que siguin dues variants, la de Santiago Mexquititlán o hñäñho i la de San Ildefonso Tultepec o hñöñhö. També es parlen llengües otomís més minoritàriament a l'Estat de Guanajuato, relacionat amb el de Querétaro, otomí occidental a Michoacán, relacionat amb alguna variant de l'Estat de Mèxic, i unes altres en perill d'extinció com l'otomí de Tlaxcala a l'estat de Tlaxcala o yühü, i l'otomí de Tilapa i Acazulco a l'Estat de Mèxic o ñühü. En l'otomí hi ha tres variants principals que són les dels estats de Queretaro, Hidalgo i Toluca; per exemple, persona= jōì´i(Qro), persona=jä´i (Hdg) i persona= khöi (Tol).

### Llista de variants d'otomí

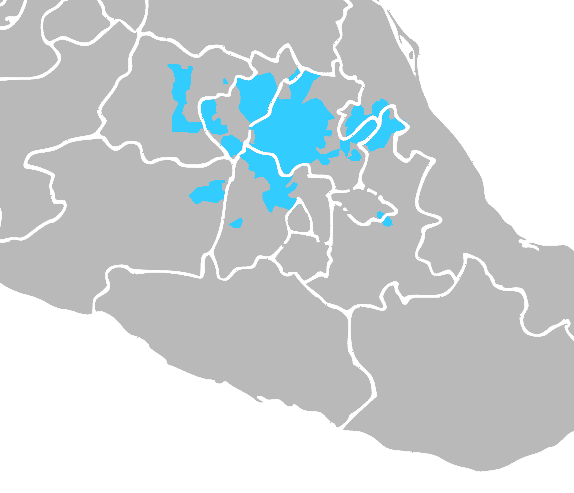
Extensió aproximada de l'otomí a principis del.

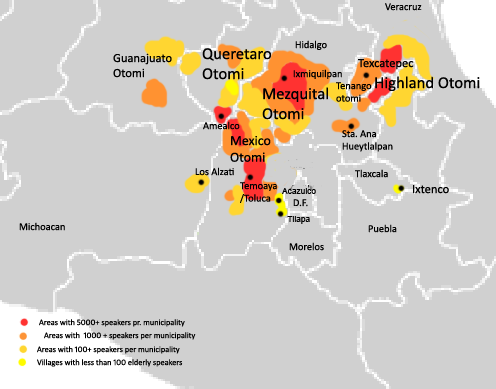
Extensió actual de l'otomí a principis del segle XXI.

| Variant                   | Indret | Autoglotònim                 | Codi ISO | Nombre de parlants |
| ------------------------- | --- | ---------------------------- | -------- | ------------------ |
| Otomí de les terres altes | Hidalgo, Puebla, Veracruz | Yųhų                         | otm      | 20.000             |
| Otomí de Mezquital        | Valle del Mezquital (Hidalgo), i 100 a Carolina del Nord, 230 a Oklahoma i 270 a Texas EUA                                                   | Hñahñu                       | ote      | 100.000            |
| Otomí de l'Estat de Mèxic | N. Estat de Mèxic: San Felipe Santiago | Hñatho, Hñotho               | ots      | 10 000             |
| Otomí de Tlaxcala         | estat de Tlaxcala: San Juan Bautista Ixtenco                                                                                                 | Yųhmų                        | otz      | 736                |
| Otomí de Texcatepec       | NW. Veracruz: Texcatepec, Ayotuxtla; municipi Zontecomatlán: Hueytepec, Amajac, Tzicatlán.                                                   | Ñųhų                         | otx      | 12.000             |
| Otomí de Querétaro        | Querétaro: Municipi Amealco: viles de San Ildefonso, Santiago Mexquititlán; Municipis Acambay; Tolimán i alguns més a l'Estat de Guanajuato. | Hñohño, Ñañhų, Hñąñho, Ñǫthǫ | otq      | 33.000             |
| Otomí de Tenango          | Hidalgo, Puebla: San Nicolás Tenango | Ñųhų                         | otn      | 10.000             |
| Otomí de Tilapa           | Poble de Santiago Tilapa entre Mèxic D.F i Toluca de Lerdo, Estat de Mèxic                                                                   | Ñųhų                         | otl      | 100                |
| Otomí de Temoaya          | Temoaya, Estat de Mèxic | Ñatho                        | ott      | 37.000             |

### Procés de diglòssia
La població parlant de les llengües otomís ha disminuït en els últims anys. En certa forma, aquesta reducció dels parlants d'otomí es deu a la migració des de les comunitats d'origen i a la urbanització del seu territori ètnic, que els imposa la necessitat de conviure amb una població exclusivament hispanòfona en la seva majoria. La contracció de la comunitat lingüística otomí també és resultat dels processos de castellanització als que han estat sotmesos tots els pobles indígenes de Mèxic. La castellanització dels indígenes a Mèxic s'ha entès per molt temps com un procés substractiu, és a dir, que implica la renúncia a l'ús de la llengua materna per poder obtenir competència lingüística en la llengua espanyola. La castellanització dels indígenes es va presentar com una alternativa per integrar als indígenes a la cultura nacional mexicana i per millorar les seves condicions de vida. No obstant això, els programes d'educació indígena en castellà han estat desacreditats pels crítics perquè impliquen, d'una banda, la pèrdua de la llengua nativa i, d'altra banda, no han servit per millorar la qualitat de vida de les comunitats indígenes.

### Presència als mitjans
No existeixen mitjans escrits en otomí com periòdics o revistes amb una periodicitat apreciable, excepte comunicacions esporàdiques, programes i llibres d'escàs tiratge. La Secretaría de Educación Pública mexicana, a través de la Comisión Nacional de Libros Gratuítos, publica llibres en diversos dialectes otomís per a ensenyament primari. No hi ha presència de l'otomí en les televisions locals, però sí s les emissores de ràdio de la CDI XETUMI-AM  Arxivat 2016-04-05 a Wayback Machine., que transmet des de Tuxpan, Michoacán i XECARH-AM amb seu a Cardonal, Estat d'Hidalgo.

## Descripció lingüística

### Classificació
Les llengües otomís formen part del grup otopame de la família lingüística otomang; també anomenades "llengües otomangues", que és una de les més antigues i diverses de l'àrea mesoamericana. D'entre les més de cent llengües otomang que sobreviuen en l'actualitat, les llengües otomís tenen el seu parent més proper en el mazahua, també parlat en el nord-oest i el ponent de l'estat de Mèxic. Algunes anàlisis glotocronològics aplicats a les llengües otomís assenyalen l'otomí es va separar del mazahua al voltant del segle viii de l'era cristiana. Des de llavors, l'otomí es va fragmentar en les llengües que es coneixen actualment.
Els parents actuals més propers de l'idioma otomí són el mazahua, el matlatzinca i el tlahuica. Aquestes llengües formen el grup otomià de la branca otopame de la família lingüística otomang.
Els parlants otomís es van moure després de la conquesta cap a terres marginals que altres indis havien abandonat i que els espanyols havien ignorat. Les fonts etnohistòriques ens diuen que la llengua otomí va ser parlada a l'estat de Jalisco en el segle xvi, encara que al no quedar dades lingüístiques d'aquesta data en aquesta regió, no podem saber si l'otomí era tal com ara ho coneixem.

### Fonologia

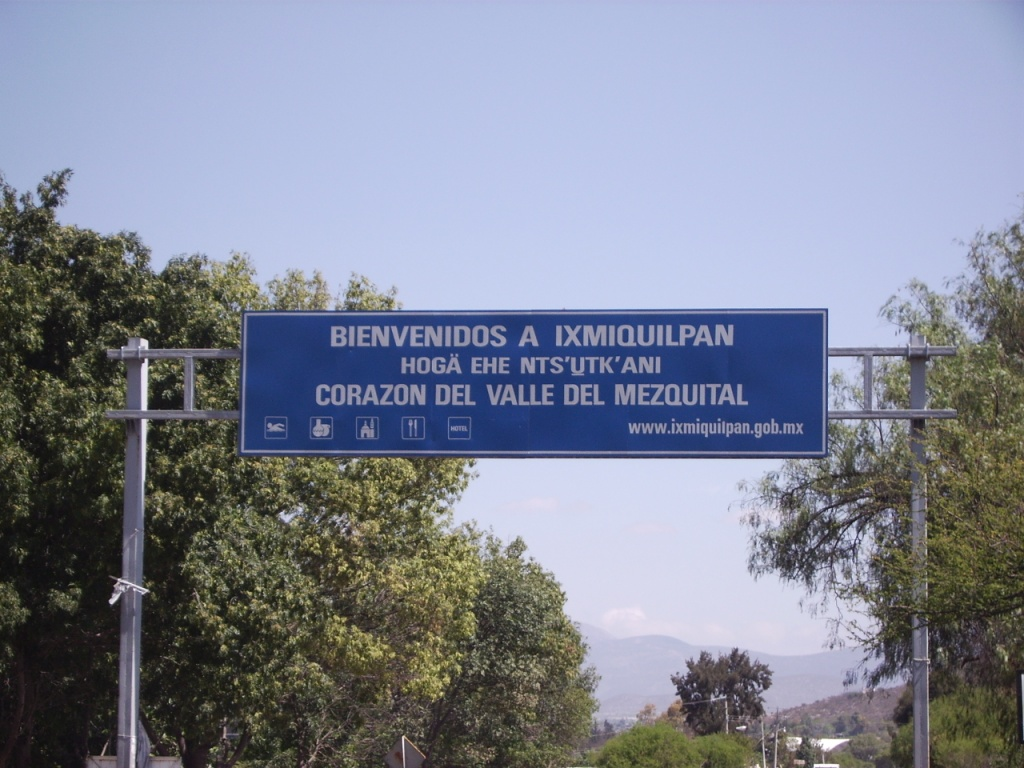
Cartell bilingüe de benvinguda a Ixmiquilpan (Hidalgo)

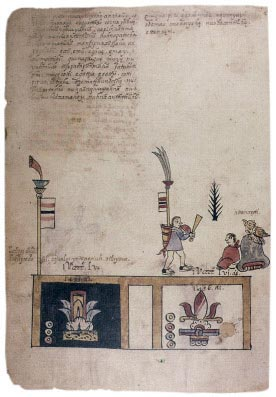
Còdex de Huichapan, amb text en otomí

L'otomí és una llengua tonal, totes les variants presenten almenys tres tons generalitzats (baix, alt, ascendent) que poden variar segons el dialecte. Per exemple l'otomí de la Sierra sembla tenir quatre tons, agregant als anteriors un to descendent. El repertori de fonemes consonàntics és mig-baix, amb uns 19 fonemes (depenent aquest nombre de la variant). Algunes variants com la de la vall del Mezquital no tenen [s] tenint en el seu lloc [θ]. El nombre de vocals, per contra, pot arribar a 14, amb oposicions obertes-tancades i nasals-orals però no de quantitat vocàlica. Pel proto-otomí el nombre de consonants sembla haver estat de 16 i el nombre de vocals de 14.
Les variants d'otomí difereixen lleugeríssimament en els seus inventaris fonològics i en els detalls fonètics, per exemple en la variant del Valle de Mezquital (Hñähñu) l'inventari consonàntic ve donat per:
|            | Bilabial | Bilabial | Alveolar | Alveolar | Palatal | Palatal | Velar | Velar | Glotal | Glotal |
| ---------- | -------- | -------- | -------- | -------- | ------- | ------- | ----- | ----- | ------ | ------ |
| Nasal      | m        | m        | n        | n        |         |         |       |       |        |        |
| Oclusiva   | p        | b        | t        | d        |         |         | k     | g     | ʔ      | ʔ      |
| Fricativa  | ɸ        | ɸ        | θ        | θ        | ʃ       | ʃ       | x     | x     | h      | h      |
| Africada   |          |          | ʦ        | ʣ        |         |         |       |       |        |        |
| Líquida    |          |          | ɾ        | ɾ        |         |         |       |       |        |        |
| Aproximant |          |          |          |          | j       | j       | w     | w     |        |        |

A més en otomí els fonemes alveolars /t, d; ʦ, ʣ/ presenten al·lòfons prenasalitzats [ⁿt, ⁿd; ⁿʦ, ⁿʣ] quan a la paraula se li afegeix un prefix.
En la variant de San Andrés Cuexocontitlan (Otomí de Temoaya, estat de Mèxic) l'inventari és lleugerament diferent:
|            | Bilabial | Bilabial | Alveolar | Alveolar | Palatal | Palatal | Velar | Velar | Glotal | Glotal |
| ---------- | -------- | -------- | -------- | -------- | ------- | ------- | ----- | ----- | ------ | ------ |
| Nasal      | m        | m        | n        | n        | ñ       | ñ       |       |       |        |        |
| Oclusiva   | p        | b        | t        | d        |         |         | k     | g     | ʔ      | ʔ      |
| Fricativa  | ɸ        | ɸ        | s        | z        | ʃ       | ʒ       | x     | x     | h      | h      |
| Africada   |          |          | ʦ        | ʦ        | ʧ       | ʧ       |       |       |        |        |
| Líquida    |          |          | l, ɾ     | l, ɾ     |         |         |       |       |        |        |
| Aproximant |          |          |          |          | j       | j       | w     | w     |        |        |

Aquesta variant /ʦ/ té al·lòfons sords i sonors ([ʦ, ʣ]) depenent de la posició, però aquesta diferència no representa un contrast fonològic real. De la mateixa manera els fonemes /b, d, g/ tenen tant al·lòfons oclusius [b, d, g] després de nasal, té al·lòfons fricatius [β, ð, ɣ], i /ñ/ pot tenir a [n] com al·lòfon davant /i/.
Quant a l'inventari de vocals, la variant de la Valle de Mezquital té el següent inventari:
|             | Vocal Oral | Vocal Oral | Vocal Oral | Vocal Nasal | Vocal Nasal | Vocal Nasal |
| Anterior    | Central    | Posterior  | Anterior   | Central     | Posterior   |             |
| ----------- | ---------- | ---------- | ---------- | ----------- | ----------- | ----------- |
| Tancada     | i          | ʉ          | u          | ĩ           |             | ũ           |
| Semitancada | e          | ø          |            |             |             | õ           |
| Mitjana     | ɛ          |            | ɔ          | ɛ̃           |             |             |
| Oberta      |            | ɑ          |            |             | ɑ̃           |             |

La variant de Cuexcontitlán té la següents vocals:
|          | Vocal Oral | Vocal Oral | Vocal Oral | Vocal Nasal | Vocal Nasal | Vocal Nasal |
| Anterior | Central    | Posterior  | Anterior   | Central     | Posterior   |             |
| -------- | ---------- | ---------- | ---------- | ----------- | ----------- | ----------- |
| Tancada  | i          | ɨ          | u          | ĩ           |             | ũ           |
| Mitjana  | e          | ə          | o          |             |             |             |
| Oberta   | ɛ          | ɑ          | ɔ          |             | ɑ̃           |             |

### Canvis fonètics
Hi ha una gran quantitat de canvis fonètics que només es donen en algunes variants i no en unes altres, la qual cosa permet dividir el domini otomí en regions. J. Soustelle (1937) classifica les variants d'otomí en 6 grups (I, II, III, IV, V i VI). Més recentment Y. Lastra troba recurrentment una divisió entre el nord enfront del sud i est. Això coincideix amb els registres històrics gràcies als quals se sap que Guanajuato i Querétaro es van poblar des de Jilotepec. Tal vegada això sigui reflex d'una època prehispànica en la qual podria haver existit una àrea dialectal meridional el nucli de la qual estaria a la vall de Toluca i una altra septentrional centrada a la regió de Tula. Sembla que la zona més conservadora és la zona est, seguida de l'àrea d'Acazulco i Tilapa Entre els canvis més freqüents tenim:
- L'àrea nord i central ha sonoritzat algunes oclusives que es conserven com a sordes en el sud i l'est, en la resta del domini *t- > d-. En Tilapa i Acazulco, així com alguns parlants de Santa Ana, usen encara /t-/ pel que la majoria de dialectes és /d/ en la paraula /déhé/ 'aigua' i /dɔ ~ da/ 'ull'.
- La seqüència *mp va evolucionar és actualment mb en l'est i ʔm en la major part del domini, la seqüència de canvis hauria estat /mp/ > /mb/ > /ʔm/

### Ortografia
L'ortografia de l'otomí està estandarditzada i l'empren moltes persones. No obstant això, a causa de la poca formació en l'escriptura dels parlants natius i al fet que les convencions difereixen quant a àrea dialectal, molts parlants tenen la impressió que l'otomí no s'escriu de forma convencional i algun d'ells dona versions personals i idiosincràtiques. La principal dificultat radica en l'expressió del to, que algunes varietats representen amb accents de diferent valor (com el vietnamita o la grafia pinyin pel xinès), màcrons sobre o sota la vocal o amb nombres en superíndex. Una notació comuna per al to exemplificat amb la vocal a és:
to alt á (titlla aguda)
to baix a (cap senyal addicional)
to ascendent ǎ (circumflex invertit)
La nasalització de les vocals també interfereix en la representació del to com a titlla, alguns autors empren per a la vocal a el signe ã més les titlles anteriors, i uns altres usen per a les nasals la notació americanista ą que permet afegir en la part superior el to mitjançant algun tipus de titlla.

### Gramàtica
Des del punt de vista sintàctic l'otomí sol col·locar el nucli sintàctic en posició inicial, per la qual cosa presenta ordre sintàctic VSO (i freqüentment també SVO), usa preposicions (a diferencial de les llengües utoasteques de Mèxic que usen postposicions) i usa en major mesura prefixos que sufixos. Morfològicament és una llengua flexiva fusionant, tant la flexió verbal com la nominal es realitzen preferentment mitjançant prefixos (en el verb a més existeixen sufixos o enclítics que concorden amb l'objecte).